# Bill O'Brien
William James O'Brien (nascido em 23 de outubro de 1969) é um treinador de futebol americano que atualmente serve como coordenador ofensivo e técnico de quarterbacks da Universidade do Alabama. Ele foi o treinador principal de Universidade Estadual da Pensilvânia de 2012 a 2013. Também foi, recentemente, o treinador do Houston Texans, por seis anos.

## Carreira de jogador
O'Brien nasceu em 23 de outubro de 1969, em Dorchester, Massachusetts, filho de John O'Brien e Anne Murphy O'Brien. Ele cresceu com seus irmãos John e Tom em Andover, Massachusetts.
Depois de se formar na St. John's Preparatory School em Danvers, O'Brien frequentou a Brown University em Providence, Rhode Island, onde jogou como Defensive end e linebacker de 1990 a 1992.

## Carreira de treinador

### Assistente de faculdade
A primeira posição de treinador de O'Brien foi na Universidade Brown, onde ele treinou tight ends em 1993 e linebackers em 1994. Ele então passou as próximas três temporadas (1995–1997) como assistente de graduação ofensiva em Georgia Tech.
Ele depois treinou os running backs da temporada de 1998 até a temporada de 2000. Em 1999, o running back Sean Gregory correu para 837 jardas com seis touchdowns. Em 2000, Joe Burns correu para 908 jardas com 12 touchdowns.
De 2001 a 2002, O'Brien atuou como coordenador ofensivo e treinador de quarterbacks e foi nomeado assistente técnico principal na temporada de 2002. Como coordenador ofensivo na Georgia Tech em 2001 e 2002, suas equipes tiveram médias de 31 e 21,5 pontos por jogo, respectivamente, com as equipes ficando com recordes de 9-4 e 7-6.
Em 2001, Joe Burns correu para 1.165 jardas com 14 touchdowns e o quarterback George Godsey jogou para 3.085 jardas com 18 touchdowns. Em 2002, o running back Tony Hollings correu para 633 jardas com 11 touchdowns e o wide receiver Kerry Watkins conseguiu 1.050 jardas e 5 touchdowns.
Em 2003, ele foi treinar running backs na Universidade de Maryland, onde passou duas temporadas. Em 2003, RB Josh Allen correu para 922 jardas com 8 touchdowns, enquanto Bruce Perry correu para 713 jardas e 6 touchdowns.
O'Brien trabalhou como coordenador ofensivo de Duke em 2005 e 2006. Suas equipes tiveram médias de 16,1 e 14,9 pontos por jogo. Em 2006, QB Thaddeus Lewis jogou para 2.134 jardas com 11 TD.

### New England Patriots
Depois de duas temporadas com Duke, O'Brien foi contratado pelo New England Patriots em 27 de fevereiro de 2007 como assistente ofensivo. Em 21 de fevereiro de 2008, O'Brien foi promovido a treinador de wide receivers. Ele se tornou o treinador de quarterbacks e escolhia as jogadas ofensivas na temporada de 2008, após a saída do treinador de quarterbacks e coordenador ofensivo, Josh McDaniels. Ele foi promovido a coordenador ofensivo em fevereiro de 2011.
Os Patriots deram permissão ao Jacksonville Jaguars para entrevistar O'Brien para sua vaga de treinador principal mas ele acabou nunca indo para a entrevista. Em vez disso, O'Brien foi na entrevista para o cargo de treinador da equipe de Penn State em 5 de janeiro de 2012, ele assinou um contrato de quatro anos. O'Brien continuou como coordenador ofensivo de New England no Super Bowl XLVI.

### Penn State
O'Brien foi contratado como o 15º treinador de Penn State, substituindo Joe Paterno, que também era ex-aluno da Universidade Brown. Ele foi apresentado como treinador principal em uma coletiva de imprensa em 7 de janeiro de 2012.

#### Resposta a sanções
Devido ao escândalo de abuso sexual infantil da Penn State, em 24 de julho de 2012, a National Collegiate Athletics Association (NCAA) sancionou a Penn State com uma proibição de quatro anos de ir para a pós-temporada e a perda de 40 bolsas durante um período de quatro anos.
À luz dessas sanções da NCAA, O'Brien divulgou a seguinte declaração:
"Hoje recebemos uma penalidade muito severa da NCAA e como treinador do programa de futebol, farei tudo o que estiver ao meu alcance para não apenas cumprir, mas ajudar a Universidade a se tornar líder nacional em ética e conformidade. Eu sabia, quando aceitei a posição, que haveria tempos difíceis pela frente, mas estou comprometido a longo prazo com a Penn State e com nossos alunos atletas.
Eu estava e continuo convencido de que nossos estudantes atletas são os melhores do país. Eu não poderia estar mais orgulhoso de liderar este time e esses jovens corajosos e humildes na próxima temporada de 2012. Juntos, estamos comprometidos em construir um programa e uma universidade melhores".
Por causa de uma cláusula em seu contrato, O'Brien recebeu uma prorrogação automática de quatro anos que garantiu um ano extra para cada ano de sanções impostas ao programa.

#### 2012
Em seu primeiro jogo como treinador de Penn State, eles perderam para Ohio University por 24-14. A primeira vitória de O'Brien como técnico de Penn State aconteceu em 15 de setembro de 2012, com uma vitória de 34-7 contra a Academia Naval dos Estados Unidos no Beaver Stadium. Apesar das consequências do escândalo, sua primeira temporada como treinador na Penn State foi muito mais bem-sucedida do que o previsto e resultou em um recorde final de 8–4.
O'Brien teve o maior número de vitórias de um treinador em seu 1º ano na história da universidade e foi premiado com o prêmio de Treinador do Ano da Big Ten em 27 de novembro de 2012. O'Brien foi eleito o Treinador do Ano da Big Ten pela mídia e pelos técnicos. Em 8 de dezembro de 2012, O'Brien foi eleito o técnico nacional do ano pela ESPN. Em 17 de janeiro de 2013, O'Brien foi premiado com o prêmio Paul "Bear" Bryant Treinador Universitário do Ano.

### Interesse da NFL
Em janeiro de 2013, O'Brien foi entrevistado para o cargo de treinador principal do Cleveland Browns e do Philadelphia Eagles. No entanto, ele decidiu permanecer em Penn State, afirmando: "Eu não sou um cara de um ano. Eu fiz um compromisso com esses jogadores na Penn State e é isso que eu vou fazer. Eu não vou correr depois de um ano, com certeza."

### Houston Texans
Após a demissão de Gary Kubiak, do Houston Texans, vários relatos afirmaram que O'Brien demonstrou interesse em voltar à NFL. Em 29 de dezembro de 2013, ele se reuniu com os Texans. O'Brien foi oficialmente apresentado como treinador do time texano em 2 de janeiro de 2014.
Em sua primeira temporada como técnico dos Texans, ele terminou com um recorde de 9-7, perdendo por pouco os playoffs.
Em sua segunda temporada, os Texans novamente terminaram com um recorde de 9-7 e conquistaram o título da AFC South. Na rodada de Wild Card, os Texans perderam por 30-0 para o Kansas City Chiefs.
Em sua terceira temporada, os Texans terminaram com um recorde de 9-7 e conquistaram seu segundo título consecutivo da AFC South. Os Texans venceram o Oakland Raiders por 27-14, mas perderam por 34-16 para o eventual campeão do Super Bowl, New England Patriots.
A quarta temporada de O'Brien marcou sua primeira temporada como treinador principal da NFL, na qual seu time não terminaria com um recorde de vitórias (4-12). Em 13 de janeiro de 2018, O'Brien recebeu uma extensão de quatro anos.
A temporada 2020-21, marcou o fim da era O'Brien em Houston. Após começar a temporada com quatro derrotas em quatro partidas disputadas, além de ter trocado um dos jogadores mais importantes do time, DeAndre Hopkins, antes da temporada começar, o treinador não resistiu a pressão da diretoria e foi demitido.

## Árvore
Treinadores da NFL sob os quais Bill O'Brien serviu:
- Bill Belichick, New England Patriots (2007-2011)

Treinadores assistentes de Bill O'Brien que se tornaram treinadores da NFL:
- Mike Vrabel, Tennessee Titans (2018–presente)

## Vida pessoal
O'Brien e sua esposa, Colleen, têm dois filhos, Jack e Michael. Jack, o filho mais velho, tem um distúrbio cerebral raro chamado lissencefalia.

## Registro como treinador principal

### Faculdade
| Universidade Estadual da Pensilvânia (Big Ten Conference) (2012-2013)      |             |      |      |                                                |                                                |                                                |  |
| 2012                                                                       | Penn State  | 8-4  | 6-2  | 2º (Líderes)‡                                  | ‡                                              |                                                |  |
| 2013                                                                       | Penn State  | 7-5  | 4-4  | 3º (Líderes)‡                                  | ‡                                              |                                                |  |
| Penn State:                                                                | Penn State: | 15-9 | 10-6 | ‡ Inelegíveis para o título da Big Ten e bowls | ‡ Inelegíveis para o título da Big Ten e bowls | ‡ Inelegíveis para o título da Big Ten e bowls |  |
| Total:                                                                     | Total:      | 15-9 |      |                                                |                                                |                                                |  |
| - †Indica Bowl Coligação, Bowl Aliança, BCS, ou CFP / New Years' Six bowl. |             |      |      |                                                |                                                |                                                |  |

### NFL
| Equipe | Ano   | Temporada Regular | Temporada Regular | Temporada Regular | Temporada Regular     | Pós-Temporada | Pós-Temporada | Pós-Temporada                                                 |
| Equipe | Ano   | Vitória           | Derrota           | Empate            | Classificação         | Vitória       | Derrota       | Resultado                                                     |
| ------ | ----- | ----------------- | ----------------- | ----------------- | --------------------- | ------------- | ------------- | ------------------------------------------------------------- |
| HOU    | 2014  | 9                 | 7                 | 0                 | 2º na AFC South       | –             | –             | –                                                             |
| HOU    | 2015  | 9                 | 7                 | 0                 | 1º lugar na AFC South | 0             | 1             | Perdeu para o Kansas City Chiefs no Wild Card da AFC          |
| HOU    | 2016  | 9                 | 7                 | 0                 | 1º lugar na AFC South | 1             | 1             | Perdeu para o New England Patriots no Divisional Round da AFC |
| HOU    | 2017  | 4                 | 12                | 0                 | 4º na AFC South       | –             | –             | –                                                             |
| HOU    | 2018  | 11                | 5                 | 0                 | 1º lugar na AFC South | 0             | 0             |                                                               |
| Total  | Total | 42                | 38                | 0                 |                       | 1             | 2             |                                                               |